# Where to Invade Next
Where to Invade Next (englisch für „Wo man als nächstes einfallen sollte“) ist ein Dokumentarfilm des US-amerikanischen Regisseurs und politischen Aktivisten Michael Moore aus dem Jahr 2015. Der Film ist im Stile eines Reisetagebuchs erzählt. Moore besucht andere Länder wie etwa Finnland, Italien, Frankreich, Deutschland und Portugal, wo er der Frage nachgeht, wie soziale Probleme und Fragen anders als in den USA gelöst werden können.

## Inhalt
Moore leitet den Film mit einer fiktiven Geschichte ein; er sei zum Pentagon beordert worden und dort hätten ihm die Generalstabschefs von ihrer Ausweglosigkeit erzählt: Seit dem Zweiten Weltkrieg hätten die USA keinen Krieg mehr gewonnen und stattdessen nur Milliarden US-Dollar verschwendet. Sie hätten Moore um seinen Rat gebeten. Moore hätte ihnen vorgeschlagen, die Truppen zu beurlauben und statt ihrer ihn in die Welt zu schicken, um Länder zu „besetzen“ und deren Ideen und Werte zu „stehlen“, um letztlich US-amerikanische Probleme zu lösen, „die keine Armee lösen kann“. Darauf folgt eine Video-Collage, die einige der sozialen und wirtschaftlichen Probleme der USA darstellt, teilweise unterlegt mit Mitschnitten aus Reden von US-Präsidenten mit Bezug auf Invasionen und/oder Terrorismus.
Dann bricht Moore zu seiner „Invasion“ auf und berichtet über verschiedene Themen mit Schwerpunkten auf Arbeitsbedingungen und Lebensqualität, Bildungspolitik und Gleichberechtigung, Strafvollzug und ‑verfolgung sowie Formen des Protests und gesellschaftlichen Werten. Im Detail handelt es sich um folgende Länder und Themen:
- Italien: Arbeitnehmerrechte (bezahlter Urlaub, 13. Monatsgehalt, Mutterschutz, Elternzeit), Work-Life-Balance und Lebenserwartung
- Frankreich: Schulspeisung, Steuerlast und Sexualkunde
- Finnland: Bildungspolitik (wenige Unterrichtsstunden, kaum Hausaufgaben, keine standardisierten Tests) und Bildungsideal
- Slowenien: kostenlose Hochschulbildung und Studentenproteste
- Deutschland: Arbeitsbedingungen, Work-Life-Balance, Rehabilitationsmaßnahmen und Arbeitnehmervertreter in Aufsichtsräten sowie Vergangenheitsbewältigung
- Portugal: Tag der Arbeit, Drogenpolitik, Strafvollzug (Wahlrecht und Arbeitspflicht von Gefängnisinsassen) sowie Abschaffung der Todesstrafe und Menschenwürde als höchstes Gut
- Norwegen: gewaltfreier Strafvollzug mit Schwerpunkt auf Resozialisierung und Norwegens Umgang mit den Anschlägen des Anders Behring Breivik
- Tunesien: Unterstützung bei der Familienplanung, Gleichberechtigung der Frauen und kulturelle Aufgeschlossenheit
- Island: Gleichstellung von Frauen und der positive Einfluss von Frauen in Führungspositionen sowie Strafverfolgung von Bankern im Rahmen der isländischen Finanzkrise 2008–2011

Abschließend besucht Moore zusammen mit Rod Birleson ein Reststück der Berliner Mauer am Dokumentationszentrum Topographie des Terrors in Berlin. Sie sprechen über ihre Erlebnisse während der Tage des Mauerfalls – als sie zufällig an der Berliner Mauer waren – und resümieren, dass selbst Dinge, von denen man glaubt, dass sie immer bestehen werden, in einer Nacht vorübergehen können. Am Ende pointiert Moore, „dass der amerikanische Traum überall außer in Amerika lebendig“ sei und alle Ideen, die er von seinen „Invasionen“ mitgenommen hatte, eigentlich amerikanische Ideen seien.

## Veröffentlichung
Where to Invade Next wurde auf dem Internationalen Filmfestival von Toronto 2015 uraufgeführt.
Seine US-amerikanische Premiere hatte der Film auf dem New York Film Festival am 2. Oktober 2015.

## Kritik
Der Film erhielt in den USA mehrheitlich positive Kritiken. Die Internetseite Rotten Tomatoes, auf der Kritiken ausgewertet werden, nannte eine positive Rate von 79 % (basierend auf 197 Kritiken).
Frank Schnelle von epd Film beschreibt den Film:

„Michael Moore erforscht, was die Europäer besser machen als die Amis. Und erweist sich einmal mehr als unterhaltsamer Schwarz-Weiß-Maler. […] Seine Ziele sind ganz bewusst so ausgewählt, dass sie jeweils als ideale (und idealisierte) Gegenentwürfe für den US-amerikanischen Status quo funktionieren – ein didaktisches Cherrypicking, das weniger auf akkurate Darstellung aus ist als auf eine (vergnügliche) Lektion.“

Die Schweizer Neue Zürcher Zeitung bezeichnet Where to Invade Next, ganz unabhängig davon, wie man zu Moores polemischen Infotainment stehe, als den schlechtesten Film des Regisseurs. Es handele sich dabei um „einen aggressiven Rundumschlag gegen die USA, der zwar humoristisch verbrämt, aber einfach nur dumm ist“. Jedes willkürliche Beispiel sei ihm recht, kein Klischee zu billig, das Ganze in gewohnt suggestiver Weise zusammenzumontieren. Kritisiert wird zudem auch ein fehlender inhaltlicher Fokus wie in früheren Filmen.

## Filmpreise
- 2015 Nominierung für den Chicago Film Critics Association Award als Bester Dokumentarfilm
- 2015 Nominierung für den Austin Film Critics Award als Bester Dokumentarfilm
- 2016 Nominierung für den Broadcast Film Critics Association Award als Bester Dokumentarfilm
- Chicago International Film Festival 2015: Publikumspreis als Bester Dokumentarfilm
- Cinema Eye Honors Awards, 2016: Nominierung für den Cinema Eye Audience Choice Prize
- Hamptons International Film Festival 2015 Publikumspreis als Bester Dokumentarfilm
- 2016 Nominierung für den Houston Film Critics Society Award als Bester Dokumentarfilm
- Iowa Film Critics Award 2016 Zweiter Platz als Bester Dokumentarfilm
- 2015 Nominierung für den Kansas City Film Critics Circle Award als Bester Dokumentarfilm
- 2016 Nominierung für den Publikumspreis beim Internationalen Filmfestival von Palm Springs
- 2015 Nominierung für den Phoenix Film Critics Society Award als Bester Dokumentarfilm
- 2015 Nominierung für den Satellite Award als Bester Dokumentarfilm